# Chrysina beyeri
Chrysina beyeri es una especie de escarabajo del género Chrysina, familia Scarabaeidae. Fue descrita científicamente por Skinner en 1905.
Habita en Arizona y México. La actividad de esta especie ocurre entre junio y noviembre.

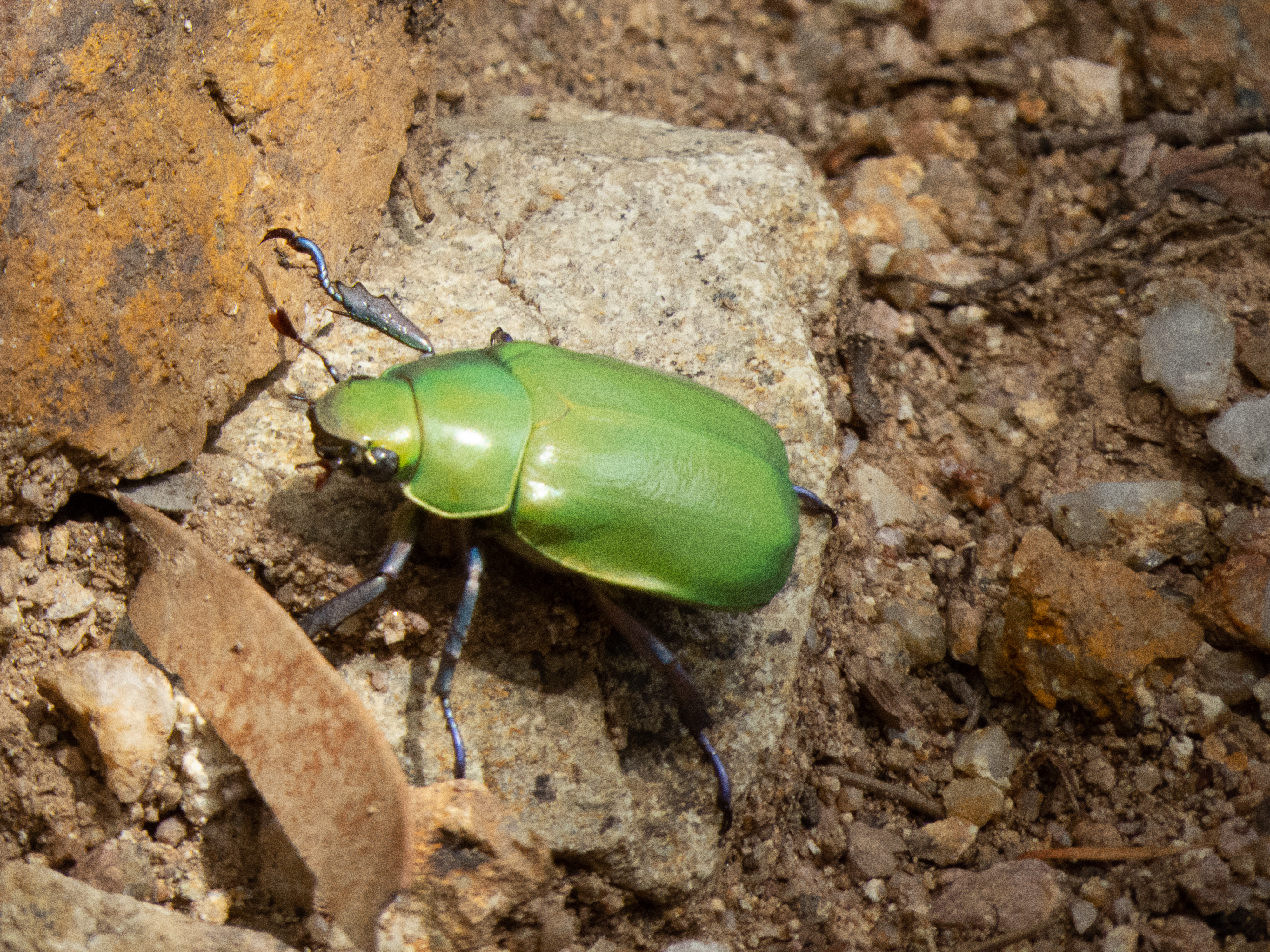
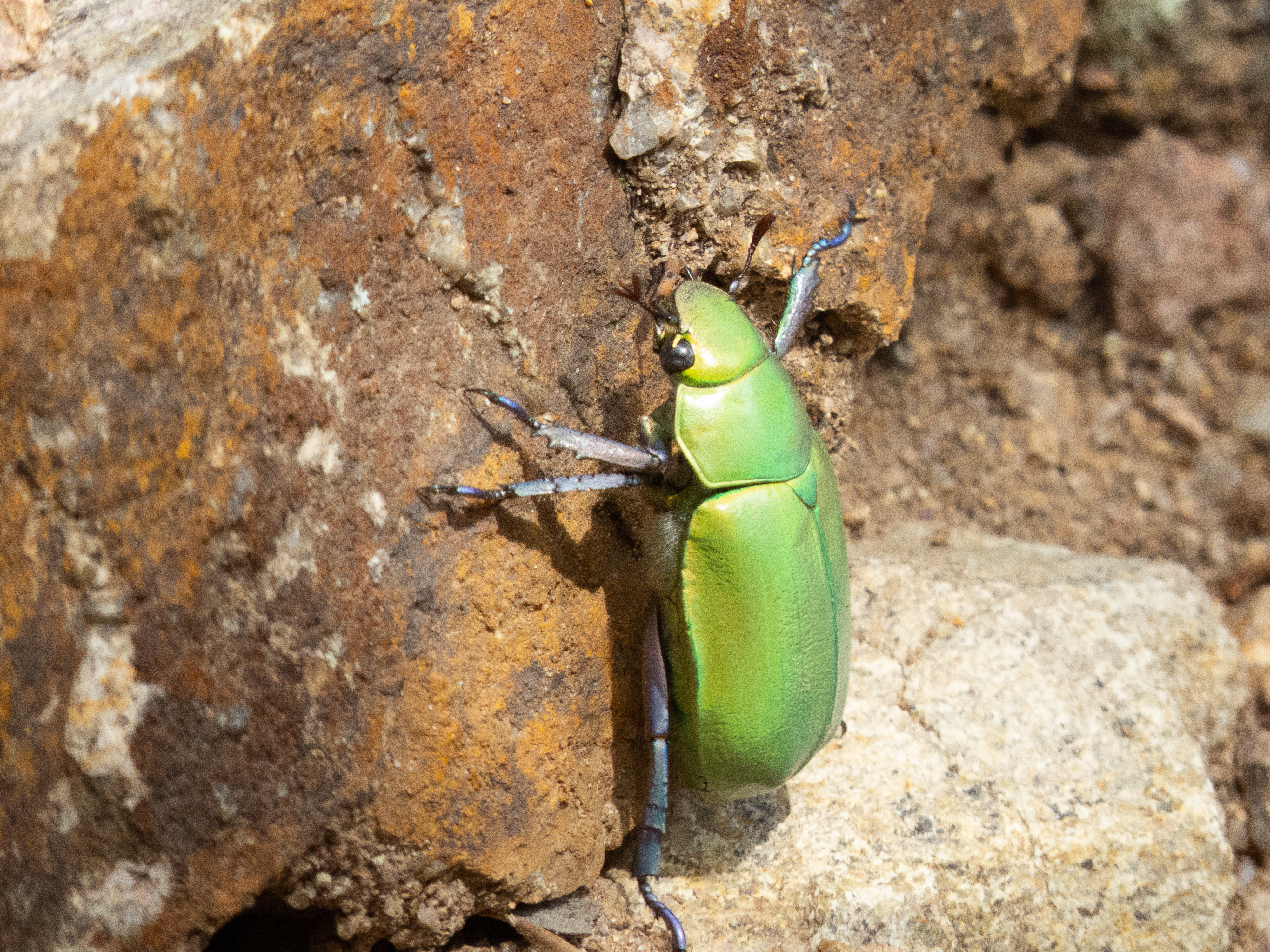
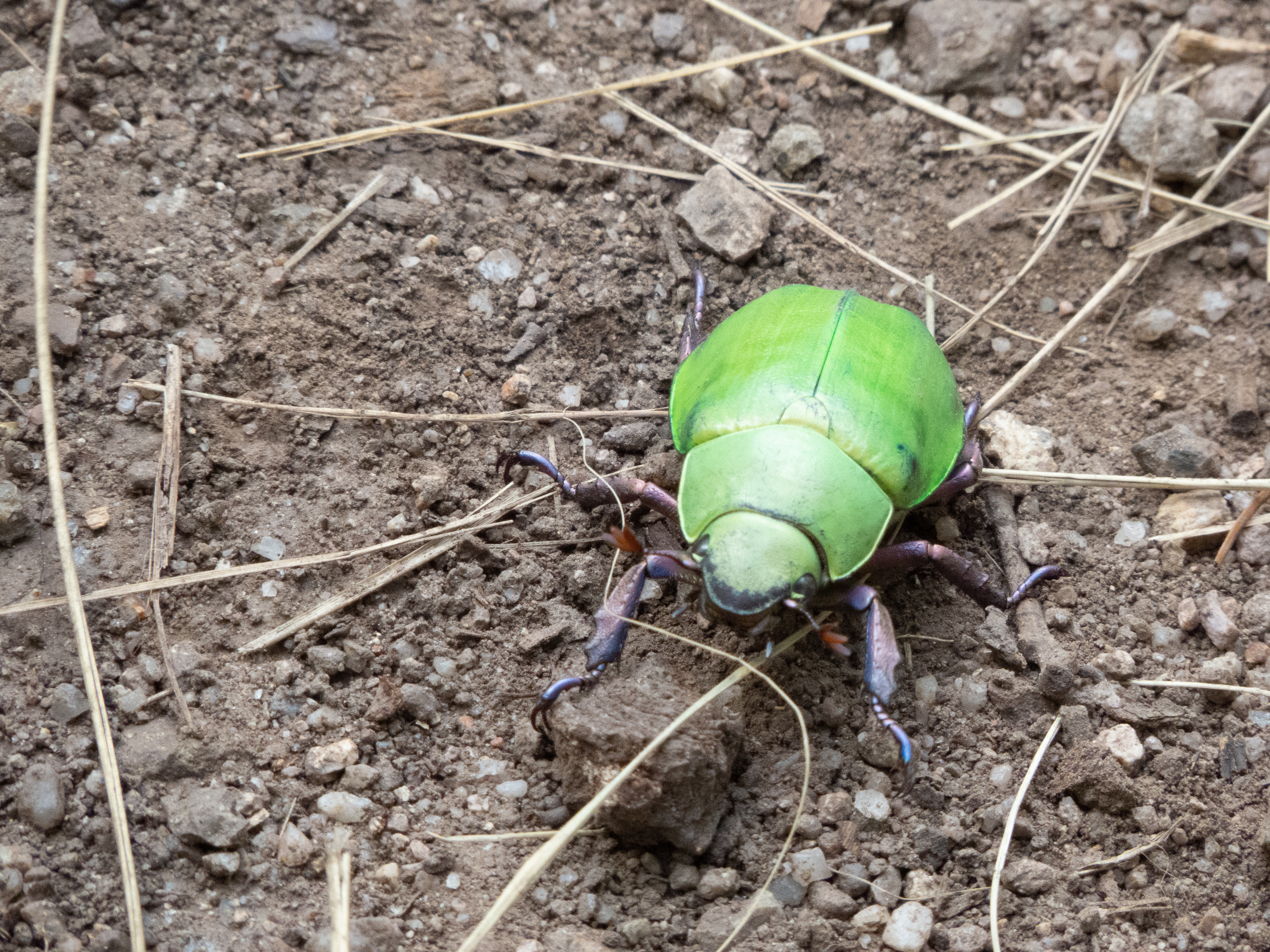